# Airbus UK Broughton Football Club
Airbus UK Broughton é uma equipe galesa de futebol com sede em Broughton. Disputa a primeira divisão do País de Gales (Welsh Premier League).
Seus jogos são mandados no Hollingsworth Group Stadium, que possui capacidade para 1.600 espectadores.

## História
O Airbus UK Broughton foi fundado em 1946.

## Títulos
- Cymru Alliance: 2003–04[3]

## Retrospecto nas competições europeias
| Temporada | Competição         | Fase  | Oponente      | Resultados   |
| --------- | ------------------ | ----- | ------------- | ------------ |
| 2013–14   | UEFA Europa League | 1ª PE | Ventspils     | 1–1, 0–0(gf) |
| 2014–15   | UEFA Europa League | 1ª PE | Haugesund     | 1–1, 1–2     |
| 2015–16   | UEFA Europa League | 1ª PE | NK Lokomotiva | 1–3, 2–2     |

## Elenco atual
- Atualizado em 16 de agosto de 2015.[4]

Legenda
- : Capitão
- : Jogador suspenso
- : Jogador lesionado